# Marie-France Santon
Marie-France Santon est une comédienne française.
Elle est l'épouse du metteur en scène Régis Santon.

## Théâtre

### Pièces jouées avec la Compagnie Santon
Mises en scène de Régis Santon :
- 1973 : L’Opéra des écorchés de Victor Haïm, Café Théâtre de Neuilly
- 1974 : Phèdre de Jean Racine, Théâtre Essaïon
- 1974 : Victor ou les Enfants au pouvoir de Roger Vitrac, Théâtre Essaïon
- 1975 : Tiens le coup jusqu’à la retraite de Georges Michel, Théâtre Le Palace
- 1975 : Bilitis d'après Pierre Louÿs, Théâtre Essaïon
- 1976 : La Tentation occidentale de Régis Santon, Théâtre Essaïon
- 1977 : On ne badine pas avec l'amour d’Alfred de Musset, Théâtre de la Commune
- 1977 : La Guerre civile de Henry de Montherlant, Nouveau Carré-Gaîté Lyrique
- 1977 : La Vague de  Jean-Jacques Varoujean, Nouveau Carré-Gaîté Lyrique
- 1978 : Les Baracos de Jean-Jacques Varoujean, Théâtre de Chaillot
- 1979 :  La Sainte Trinité de Régis Santon, Théâtre Marie Stuart
- 1980 : La Nuit de Régis Santon, Théâtre Moderne
- 1983 : Pièces à lire sous la douche de Pierre-Henri Cami, Studio des Champs-Élysées
- 1985 : Le Confort intellectuel de Marcel Aymé, Comédie de Paris
- 1986 : Le Confort intellectuel de Marcel Aymé, Studio des Champs-Élysées
- 1987 : Le Pool en eau de Robert Pouderou, Studio des Champs-Élysées
- 1990 : Macbeth de William Shakespeare, Théâtre Paris Plaine
- 1992 : La Valse des toréadors de Jean Anouilh, Théâtre Silvia-Monfort
- 1993 : Lundi 8 heures de Georges S. Kaufman et Edna Ferber, adaptation Jacques Deval, Théâtre Silvia-Monfort
- 1994 : La Guerre civile de Henry de Montherlant, Théâtre Silvia-Monfort
- 1997 : 14 février, Saint Valentin de Sandra J. Albert, Théâtre Mouffetard
- 1998 : Le Ruban de Georges Feydeau, Théâtre Silvia-Monfort
- 1999 : La Question d’argent d’Alexandre Dumas fils, Théâtre Silvia-Monfort
- 2003 : Photos de famille de  Jean-Pierre Dopagne, Théâtre du Renard
- 2003 : Britannicus de Jean Racine, Théâtre Silvia-Monfort
- 2007 : La Nuit de Valognes d’Éric-Emmanuel Schmitt, Théâtre Silvia-Monfort
- 2010 : Fille de… d'Emmanuelle Bataille, Comédie Saint-Michel

### Pièces jouées hors de la compagnie Santon
- 1980 : Les Voisines de Jean-Paul Aron, mise en scène Jean-Louis Thamin, Petit Odéon
- 1984 : Fleurets mouchetés et Le Bureau de Jean-Paul Aron, mise en scène Jean-Louis Thamin, Festival des jeux du théâtre de Sarlat
- 1984 : Le Chevalier à la rose de Hugo von Hofmannsthal, mise en scène Jean-Louis Thamin, Théâtre de la Ville
- 1985 : Le Chevalier à la rose de Hugo von Hofmannsthal, mise en scène Jean-Louis Thamin, Nouveau théâtre de Nice
- 1985 : Fleurets mouchetés et Le Bureau de Jean-Paul Aron, mise en scène Jean-Louis Thamin, Nouveau théâtre de Nice, Théâtre de La Criée
- 1985 : Maison à vendre de Nicolas Dalayrac, mise en scène Régis Santon, Festival de St-Céré
- 1986 : Tel quel (as is) de William M. Hoffman, mise en scène Gérard Vergez, Studio des Champs-Élysées
- 1988 : Albertine en cinq temps de Michel Tremblay, mise en scène André Brassard, Studio des Champs-Élysées
- 1989 : Liebelei d’Arthur Schnitzler, mise en scène Gabriel Aghion, Studio des Champs-Élysées
- 1993 : La Peau des autres de Jordan Plevnes, mise en scène Jacques Seiler, Théâtre Silvia-Monfort
- 1994 : Les affaires sont les affaires d’Octave Mirbeau, mise en scène Régis Santon Théâtre Silvia-Monfort
- 1995 : Les affaires sont les affaires d’Octave Mirbeau, mise en scène Régis Santon Théâtre du Palais-Royal
- 1996 : La Camisole de Joe Orton, mise en scène Pierre Santini Théâtre de Boulogne-Billancourt
- 1998 : L'Invitation au château de Jean Anouilh, mise en scène Jean-Claude Brialy, Festival d’Anjou
- 1999 : Du vent dans les branches de sassafras de René de Obaldia, mise en scène Thomas Le Douarec, Théâtre du Ranelagh
- 2000 : Du vent dans les branches de sassafras de René de Obaldia, mise en scène Thomas Le Douarec, Petit Théâtre de Paris
- 2000 : Joyeuses Pâques de Jean Poiret, mise en scène Bernard Murat, Théâtre des Variétés
- 2002 : L’Embrasement des Alpes de  Peter Turrini, mise en scène  Georges Werler, Théâtre de Poche Montparnasse
- 2004 : L'Éventail de Lady Windermere d‘Oscar Wilde, mise en scène Sébastien Azzopardi, festivals et tournée
- 2005 : Les Révérends de Sławomir Mrożek, mise en scène  Georges Werler, Théâtre 14 Jean-Marie Serreau
- 2006 : L'Éventail de Lady Windermere d‘Oscar Wilde, mise en scène Sébastien Azzopardi, Théâtre 14 Jean-Marie Serreau
- 2007 : L'Éventail de Lady Windermere d‘Oscar Wilde, mise en scène Sébastien Azzopardi, Théâtre des Bouffes-Parisiens
- 2007 : Tchekhov a dit adieu à Tolstoï de Miro Gavran, mise en scène Marie-France Lahore, Théâtre Silvia-Monfort
- 2010 : La Leçon d'Eugène Ionesco, mise en scène Samuel Sené, Théâtre du Lucernaire

### Mises en scène
- 1975 : Le Petit Chaperon rouge de Charles Frick, Théâtre Essaïon
- 1979 : Rue du théâtre de Régis Santon, Festival d’Avignon
- 2002 : Couples d'après Georges Courteline, Théâtre Silvia-Monfort
- 2002 : L'École des femmes de Molière, co-mise en scène avec Régis Santon, Théâtre Silvia Monfort

### Adaptations
- 1997 : 14 février, Saint-Valentin de Sandra J. Albert, Théâtre Mouffetard
- 2004 : Love and Fish d’Israël Horovitz, mise en scène Régis Santon, Théâtre Silvia Monfort

## Filmographie

### Cinéma

#### Longs métrages
- 1974 : La Virée superbe de Gérard Vergez
- 1985 : Bras de fer de Gérard Vergez
- 1988 : Jaune revolver d'Olivier Langlois
- 1988 : Drôle d'endroit pour une rencontre de François Dupeyron
- 1991 : Mayrig de Henri Verneuil
- 1992 : La Crise de  Coline Serreau
- 1993 : Les histoires d'amour finissent mal... en général d'Anne Fontaine
- 1994 : Le Voleur et la Menteuse de Paul Boujenah
- 1995 : Les Misérables de Claude Lelouch
- 1996 : Amour et Confusions de Patrick Braoudé
- 1997 : Lucie Aubrac de  Claude Berri
- 1998 : Terminale de Francis Girod
- 1999 : La Maladie de Sachs de Michel Deville
- 1999 : Mauvaise Passe de Michel Blanc
- 2001 : Absolument fabuleux de Gabriel Aghion
- 2004 : Les Gaous d'Igor Sékulic
- 2005 : Il ne faut jurer de rien ! d'Éric Civanyan
- 2007 : Demandez la permission aux enfants d'Éric Civanyan
- 2008 : Pour elle de Fred Cavayé
- 2010 : Imogène McCarthery d'Alexandre Charlot et Franck Magnier
- 2015 : Qui c'est les plus forts ? de Charlotte de Turckheim

#### Courts métrages
- 1993 : La Vis de Didier Flamand
- 2003 : Le Paravent d'Agathe de La Boulaye
- 2003 : Poulet cocotte de Vincent Solignac et Martial Vallanchon

### Télévision
- 1982 : L'Apprentissage de la ville de Caroline Huppert
- 1989 : Juliette en toutes lettres de Gérard Marx
- 1990 : V comme vengeance : Une table pour six de Gérard Vergez
- 1991 : Poison d'amour de Hugues de Laugardiëre
- 1993 : Embrasse-moi vite de Gérard Marx
- 1994 : Jeux d'enfants de Luc Béraud
- 1995 : Avocat d'office : Les Enfants d'abord de Gabriel Aghion
- 1996 : D'une vie à l'autre de Nadine Trintignant
- 1997 : La Rumeur d'Étienne Périer
- 1998 : Verdicts : Divorce sans merci de Thomas Vincent
- 1998 : La Poursuite du vent de Nina Companeez
- 1999 : Justice : Un juge en danger de Gérard Marx
- 1999 : Parents à mi-temps : Chassés-croisés, téléfilm de Caroline Huppert
- 1999 : 17, rue des Moulins de Rémy Burkel
- 2000 : Le juge est une femme : Suspectes de Pierre Boutron
- 2000 : Les faux-fuyants de Pierre Boutron
- 2000 : Affaires familiales d'Alain Sachs
- 2001 : Rastignac ou les Ambitieux d'Alain Tasma
- 2001 : La Crim' : Meurtre à facettes de Gérard Marx
- 2001 : Agathe et le grand magasin de Bertrand Arthuys
- 2006 : Marie Besnard, l'empoisonneuse de Christian Faure
- 2006 : Jeanne Poisson, marquise de Pompadour de Robin Davis
- 2007 : Monsieur Max de Gabriel Aghion
- 2007 : Avocats et Associés : Jeu de rôles de Bad Mokrani
- 2007 : Épuration de Jean-Louis Lorenzi
- 2008 : Temps mort de James L. Frachon
- 2011 : Mystère au Moulin Rouge de Stéphane Kappes
- 2011 : Brassens, la mauvaise réputation de Gérard Marx
- 2012 : Main courante : Trahisons de Jean-Marc Thérin
- 2015 : La Vie devant elles de Gabriel Aghion
- 2018 : Tu vivras ma fille de Gabriel Aghion
- 2023 : Sous contrôle d'Erwan Le Duc

## Doublage
- 2020 : Un festival pour la Saint-Valentin : ? (?)

## Distinctions
- 1992 : Nomination au Molière de la comédienne dans un second rôle pour La Valse des toréadors
- 1995 : Nomination au Molière de la comédienne dans un second rôle pour Les affaires sont les affaires
- 2007 : Nomination au Molière de la comédienne dans un second rôle pour L'Éventail de Lady Windermere